# Pyrenochaeta
Pyrenochaeta è un genere di funghi ascomiceti. Comprende diverse specie parassite di piante.

## Specie
- Pyrenochaeta cava
- Pyrenochaeta gardeniae
- Pyrenochaeta gentianae
- Pyrenochaeta graminis
- Pyrenochaeta lycopersici
- Pyrenochaeta oryzae
- Pyrenochaeta quercinae
- Pyrenochaeta romeroi
- Pyrenochaeta terrestris